# Hanoo
Hanoo – wieś w Indiach, w terytorium związkowym Ladakh (do 2019 w stanie Dżammu i Kaszmir). W 2011 roku liczyła 1207 mieszkańców.